# Abercio

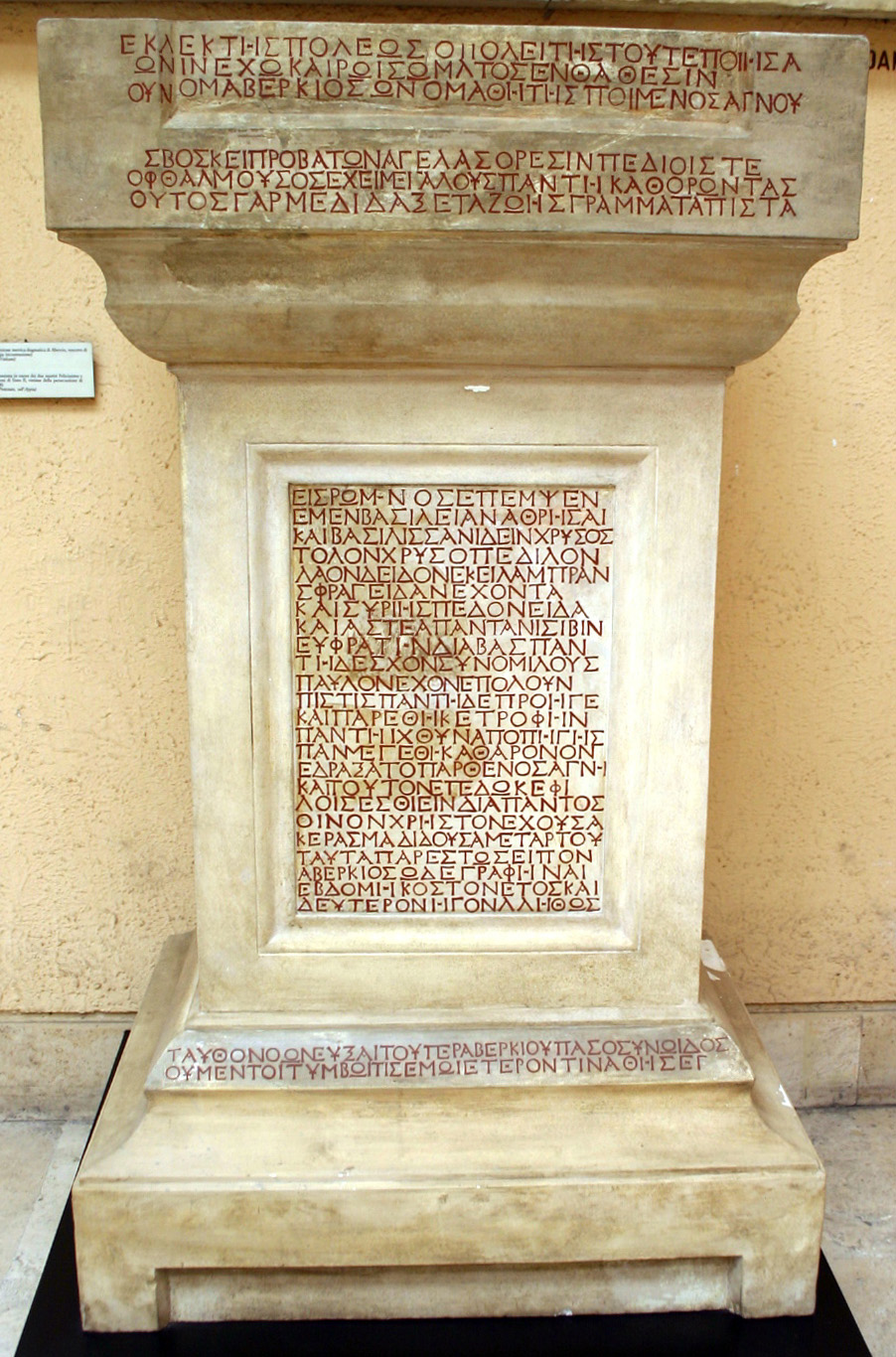
Lápida de Abercio
Museo della civiltà romana

Abercio, conocido en el catolicismo como San Abercio, obispo de Hierápolis, ciudad situada cerca de Esmirna y hace mucho desaparecida, fue un religioso que combatió vigorosamente los cultos paganos, cuyo retorno fuera propiciado por un decreto del emperador Marco Aurelio.
La belleza y pureza de las viejas fiestas cultuales de los griegos, al igual que la inocencia y nobleza de los Misterios eleusinos, se habían ido pervirtiendo en forma creciente a medida que se extendían hacia el sur de la península itálica, la Magna Grecia, y su posterior adopción por los romanos. Las feroces bacanales del siglo II no tenían ya nada que ver con la esencia de los ritos dionisíacos, surgidos cientos de años antes. El cristianismo naciente se confrontaba con la degeneración de los antiguos dioses. Abrumado, Abercio rogaba al "Dios de las misericordias, criador y conservador providente del mundo", por la protección de "las ovejas fieles frente a "los peligros del lobo que amenaza devorarlas". Un día tuvo un sueño: un joven le entregaba una vara y le decía: "Levántate, Abercio, ve y castiga en mi nombre las apostasías de este pueblo."
Ni corto ni perezoso, se lanzó a la palestra, y él solo desarrolló un combate difícil, de inicios azarosos y desalentadores, en el que al fin numerosos milagros determinaron su victoria.
Venerado, aún antes de su muerte, por las multitudes, San Abercio mereció el título de "isapóstol". La Iglesia griega propagó su culto, que se incorporó luego a la latina. Pasado mucho tiempo, se creyó que la historia y hasta la existencia del portentoso personaje había sido sólo una leyenda, hasta que el arqueólogo William Ramsay descubrió su tumba y el epitafio que el mismo santo había hecho grabar sobre ella, antes de morir.
Puesto que el texto es bastante largo, transcribimos nada más que los fragmentos que presentan, como veremos, símbolos como los tratados en este capítulo:
"Mi nombre es Abercio./ Soy discípulo de un pastor casto que apacienta/ su rebaño de ovejas por montes y llanuras.../ La fe me acompañó a todas partes y ella fue/ la que me procuró para comida un pez muy grande y puro,/ que pescó una virgen inmaculada./ Ella misma lo dio a comer enteramente a sus amigos;/ ella, que tiene un vino delicioso/ y lo ofrece mezclado con pan."
El texto es muy interesante desde el punto de vista histórico y teológico, por lo tanto, ofrecemos a continuación una traducción completa:
"Ciudadano de una ciudad elegida, me he hecho este monumento estando vivo, 
para tener en el momento oportuno una sepultura para mi cuerpo. 
Mi nombre es Abercio, y soy discípulo de un casto pastor 
que apacienta rebaños de ovejas por montes y llanuras,''
el que tiene grandes ojos que miran hacia abajo a todas partes.
Este mismo, en efecto, me enseñó las Escrituras de la vida, dignas de fe (zoés grámmata pistá); 
Él me envió a Roma a contemplar mi palacio real y a una Reina de vestido y sandalias de oro; 
vi a un Pueblo que tiene un luminoso sello (lamprán sfrageida).
Visité también la llanura de Siria y todas sus ciudades
y, habiendo cruzado el Éufrates, Nisibi; y en todas partes encontré compañeros de fe (synomilous);
anduve de ciudad en ciudad teniendo a Pablo conmigo, y la fe me guio en todas partes, 
y en todas partes me preparó por comida el pescado de la fuente grandísima, pura,
que la casta virgen siempre toma y ofrece a comer cada día a sus amigos,
teniendo un buen vino que dona con el pan.
Yo, Abercio, mandé que se escribieran en mi presencia estas cosas, a la edad de setenta y dos años.
El que comprende y piensa lo mismo que yo (=comparte la misma fe), ruegue por Abercio.
Que nadie ponga a otro en mi sepulcro, o si no, pagará 2000 áureos al erario de los Romanos y 1000 a mi querida patria'."
Podemos observar la referencia implícita al Canon de las Escrituras (la escrituras dignas de fe); la posición especial de la Iglesia Romana, presentada como una reina con vestido y sandalias de oro; la importante expansión del Cristianismo hacia el Oriente, no solo en Siria, sino más allá del Éufrates; la compañía del apóstol Pablo parece hacer referencia a una edición de las epístulas paulinas, que el peregrino lleva consigo de viaje; los símbolos eucarísticos, expresados de modo que no sean directamente inteligibles al profano (según la llamada disciplina del arcano): el pez, cuyo acróstico en griego (IKHTYS) representa a Cristo; la casta virgen, que representa a la Iglesia (con alusión también a la Virgen María), distribuyendo el pan y el vino.
Todo este conjunto simbólico, junto con la belleza y la elegancia de la expresión, justifican la afirmación de J. Quasten, que llamó a este epitafio "la reina de las inscripciones cristianas" (cf. J. Quasten, Patrologia, Tomo I).
La inscripción se data entre los años 190 y 216. A la segunda fecha corresponde una inscripción datada, encontrada por el mismo Ramsay en Alejandría, y evidentemente imitada de la de Abercio. A los primeros años 190 puede datarse el anónimo documento Anti-montanista, registrado por Eusebio de Cesarea en su Historia Eclesiástica (V,16,3), dedicado por el autor a Avircio Marcelo.